# 卡尔皮诺内
卡尔皮诺内（義大利語：Carpinone），是意大利伊塞尔尼亚省的一个市镇。总面积32平方公里，人口1224人，人口密度38.3人/平方公里（2009年）。ISTAT代码为094008。